# Natural Justice
 (avril 2010).
Si vous disposez d'ouvrages ou d'articles de référence ou si vous connaissez des sites web de qualité traitant du thème abordé ici, merci de compléter l'article en donnant les références utiles à sa vérifiabilité et en les liant à la section « Notes et références ».
Natural Justice est une association caritative britannique. Elle mène des recherches sur les causes des comportements délinquants ou criminels, et plus particulièrement sur le rôle joué par l'alimentation. L'ONG promeut une alimentation équilibrée pour tous pour la prévention des problèmes de comportement.

## Étude sur l'alimentation
Natural Justice mena une étude à la prison pour mineurs d'Aylesbury, publiée en 2002. Le protocole de l'expérience voulait que chaque prisonnier reçoive soit un complément alimentaire, soit un placebo, répartis aléatoirement. Ni les prisonniers, ni les gardiens ne savaient qui avait reçu quoi. Les compléments alimentaires contenaient des vitamines, des minéraux, des acides gras; ceux qui les avaient mangés commirent 37 % moins d'actes violents ou graves que les autres. Cette différence statistique disparut lorsque le programme de compléments nutritionnels fut stoppé.
Certains ont été tentés d'en déduire l'existence d'une corrélation entre le régime alimentaire et les troubles comportementaux. La fiabilité de ce genre d'études demeure toutefois contestée.